# 阿比亞鄉

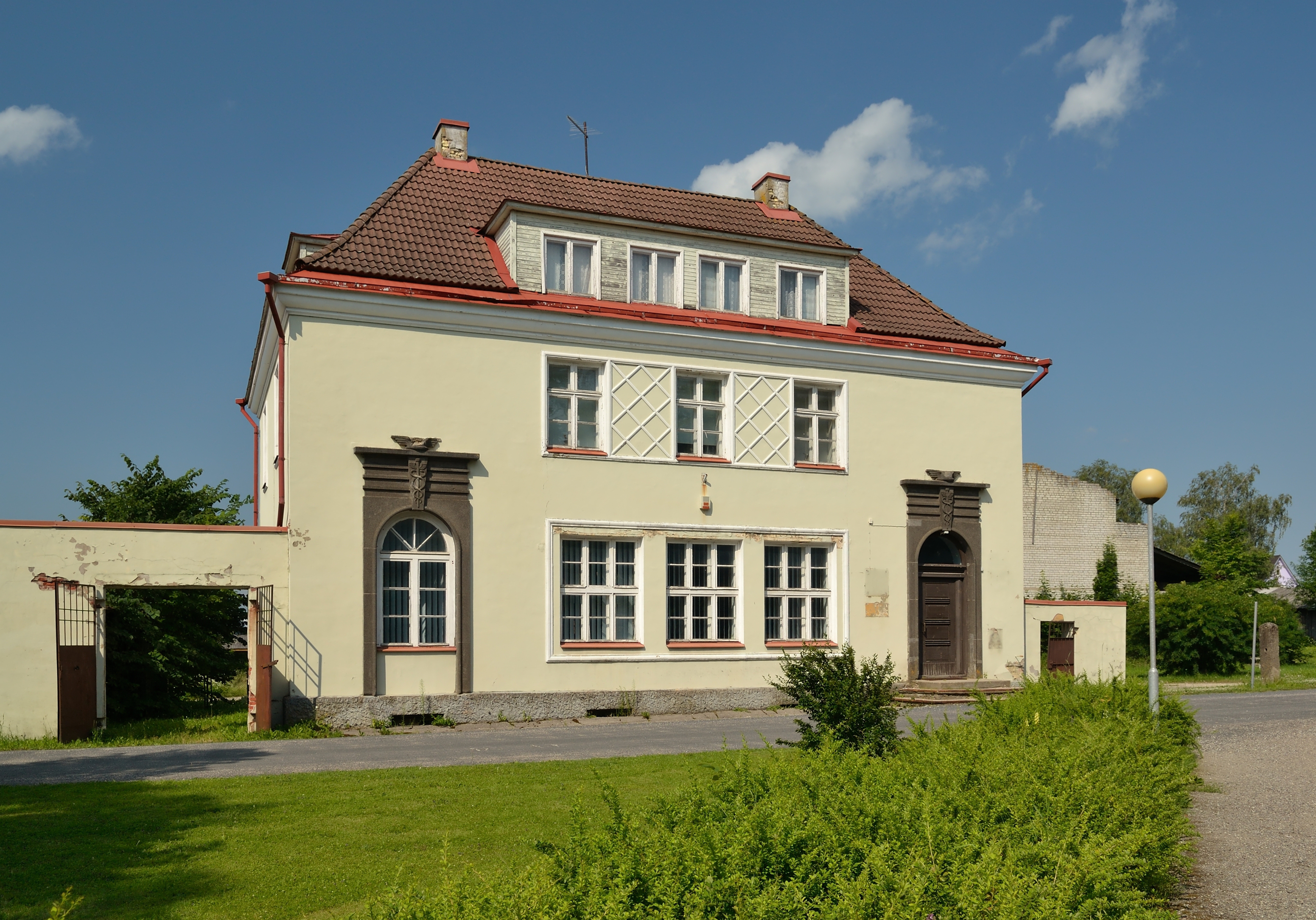
阿比亞-帕盧奧亞邮局

阿比亞市镇，曾是愛沙尼亞維爾揚迪縣的一個鄉村型市镇，位於該國南部，行政中心設於阿比亞-帕盧奧亞，面積290平方公里，2009年人口2,719，人口密度每平方公里9人。
2017年爱沙尼亚行政改革后，阿比亞市镇与其他市镇一起合并为新的穆尔吉市镇。
58°7′34″N 25°21′32″E / 58.12611°N 25.35889°E